# 은봉야사별록
《은봉야사별록(隱峰野史別錄)》은 안방준(安邦俊)이 임진왜란 당시에 의병 활동을 하면서 보고 들은 것을 기록한 책이다. 책 이름에 야사(野史)가 들어간 것은 조정에서 펴낸 책이 아니라 개인이 쓴 책이라는 것을 의미한다.
《은봉야사별록》이 씌여진 시기는 안방준이 1627년 당시 정권을 잡고 있던 당파인 대북의 등용 요청을 거절하고 두 번째로 낙향하여 보성에서 학문에 전념하던 때이다. 그러나 인쇄가 되어 퍼진 것은 1663년 지금의 전라남도 고흥 지역인 흥양현(興陽縣) 향교에서 간행된 흥양본(興陽本)을 펴내면서부터이며 원본은 규장각에 있다고 전해진다.

## 내용
<임진록(壬辰錄)>, <노량기사(露梁記事)>, <진주서사(晋州敍事)>의 세 편으로 구성되어 있다. <임진록>은 왜군이 쳐들어와 임진왜란이 발생한 때부터 안방준이 존경했던 조헌(趙憲)의 의병활동까지 쓴 것으로 가장 많은 부분을 차지한다. <노량기사>는 임진왜란 당시 삼도수군통제사였던 이순신이 노량해전에서 왜군을 물리치면서 전사하는 일을 기록한 것이다. <진주서사>는 왜군이 두 번째로 진주성을 공격할 때 군사들과 백성들이 격렬하게 저항했으나 끝내 함락된 일을 몸소 겪은 임우화(林遇華)의 진술을 바탕으로 기록한 것이다.

## 일본에서 간행된 《은봉야사별록》
19세기 들어서 일본 현지에서도 임진왜란에 관련된 실상에 대한 관심이 높아지고 있었다. 이때 와타나베(渡邊:도변)라는 성을 가진 사람이 조선에서 《은봉야사별록》흥양본을 구하고 서문과 발문을 덧붙여 1850년 8월 에도(江戶)에서 인쇄하고 일본 문자인 가나로 주석을 달았다. 이를 도변본(渡邊本)이라 한다.

## 최근 한글로 번역된 《은봉야사별록》
1996년 11월 출판사 '일출'이 연안 김씨(延安金氏) 종친회의 김사원(金思元) 옹이 도변본(渡邊本)을 번역하고 번역을 의뢰한 김종윤(金鐘潤)이 현대 국어에 맞게 글을 다듬은 것을 책으로 펴낸 것이다. 김종윤은 출간된 《은봉야사별록》의 '역자의 말'에서 한국상고사학회(韓國上古史學會) 학술위원으로 중국을 방문하던 중 상해(上海)의 신화서점(新華書店) 경리사로 일하던 중국인 엄종린(嚴鍾麟)으로부터 《은봉야사별록》도변본(渡邊本)을 구했다고 밝히고 있다.
일출에서 발행한 《은봉야사별록》의 구성은 다음과 같다.
- 역자의 말 - 7
- 안방준에 대하여 - 11
- 이 책에 대하여 - 15
- 은봉야사별록 <임진록> - 21 <노량기사> - 79 <진주서사> - 89
- 渡邊本(도변본) 敍(서문) 1,2 · 跋(발문) 1,2 - 119
- 임진왜란사 이해 - 131
- 영인본 - 218